# Maqueda (Málaga)

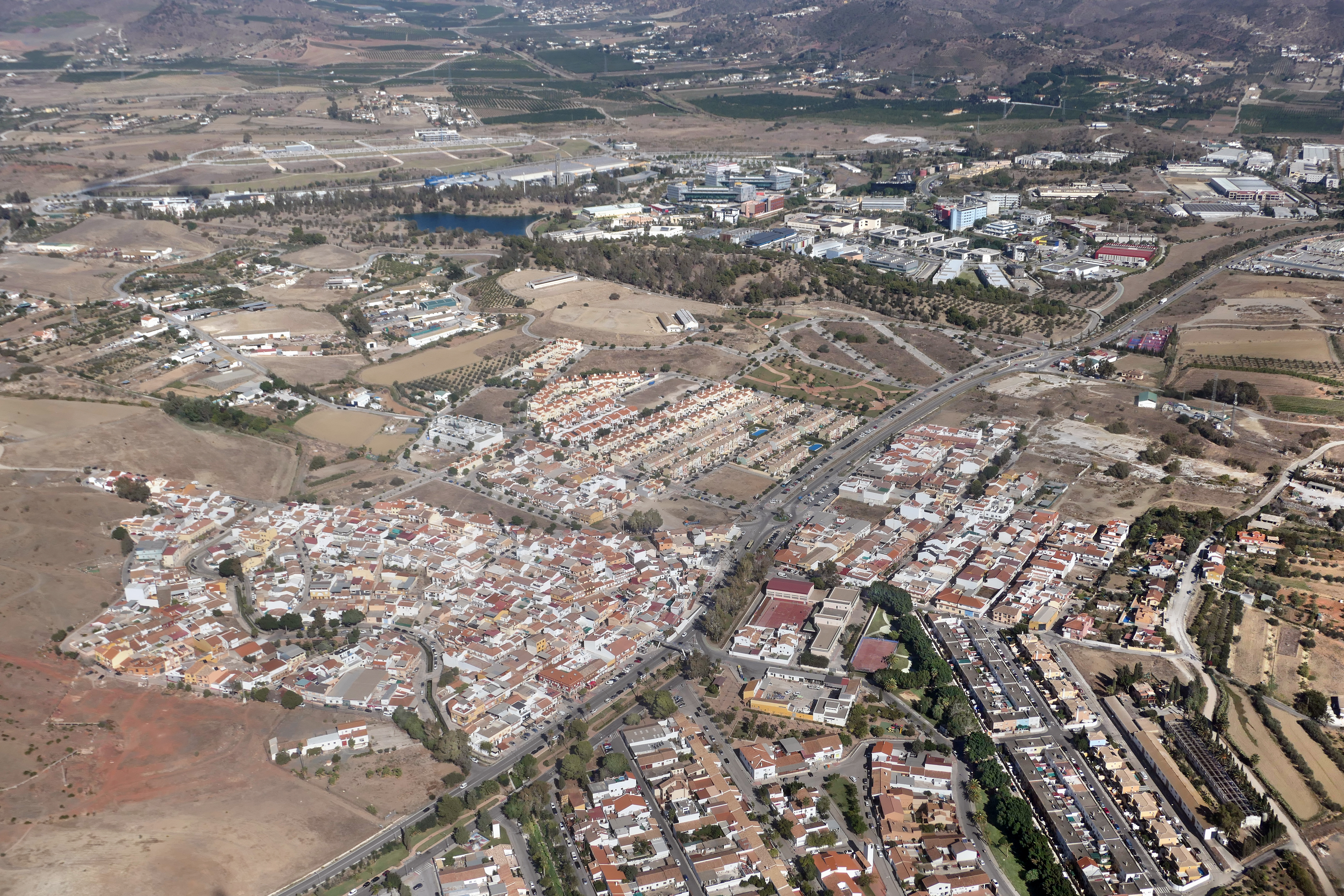
Vista aérea de Maqueda, con el Parque Tecnológico de Andalucía al fondo.

Maqueda es un barrio perteneciente al distrito de Campanillas de la ciudad andaluza de Málaga, España. Según la delimitación oficial del ayuntamiento, limita al este con el Parque Tecnológico de Andalucía; al sur, con los barrios de La Fábrica y Santa Rosalía; y al oeste con los terrenos de Miranda. Al norte se extienden los Montes de Málaga.
Maqueda es uno de los barrios periféricos de Málaga en los que se desarrolla la Fiesta de Verdiales, Bien de Interés Cultural de la categoría actividad de interés etnológico, según el gobierno autonómico. La fiesta de verdiales constituye una de las expresiones culturales de más fuerte arraigo en la provincia de Málaga y forma parte de su patrimonio inmaterial vivo. Hasta la década de 1960, los verdiales se focalizaban en los Montes de Málaga, pero a partir de esta década, con el fuerte éxodo rural, se desplazan paulatinamente a los barrios periféricos de la capital, siendo Maqueda uno de los lugares en los que los emigrados trasmitieron la tradición a las nuevas generaciones y a las élites de la capital, de manera que la fiesta pasó a ser sentida también como propia por los malagueños.
En los últimos años, con el boom urbanístico, en Maqueda se han construido bastantes urbanizaciones aprovechando la cercanía del Parque Tecnológico de Andalucía y la importancia estratégica que esto supone para esta barriada. Aproximadamente se puede decir que casi se ha duplicado la superficie construida.

## Transporte
En autobús queda conectado mediante las siguientes líneas de la EMT: 
| Línea | Trayecto                                                 | Recorrido | Frecuencia    |
| ----- | -------------------------------------------------------- | --------- | ------------- |
| 25    | Paseo del Parque - Santa Rosalía                         | Recorrido | 13-17 minutos |
| 19    | Paseo del Parque - Campanillas - Maqueda (Por O. Gasset) | Recorrido | 45 minutos    |

En autobús interurbano queda conectado mediante las siguientes líneas adscritas al Consorcio de Transporte Metropolitano del Área de Málaga: 
| Línea | Trayecto                                         | Recorrido y Horarios | Plano |
| ----- | ------------------------------------------------ | -------------------- | ----- |
| M-130 | Málaga-Campanillas-Santa Rosalía (por la MA-401) | Recorrido y Horarios | Plano |
| M-131 | Málaga-Cártama                                   | Recorrido y Horarios | Plano |
| M-134 | Málaga-El Sexmo                                  | Recorrido y Horarios | Plano |
| M-150 | Málaga-Los Núñez                                 | Recorrido y Horarios | Plano |